# Universidad Liberty
La Universidad Liberty (en inglés: Liberty University) es una universidad privada evangélica cristiana en  Lynchburg, Virginia. Es miembro de la Southern Baptist Conservatives of Virginia (Convención Bautista del Sur). Fundada en 1971 por Jerry Falwell y Elmer L. Towns, Liberty se encuentra entre las universidades cristianas más grandes del mundo y las universidades privadas sin fines de lucro más grandes de los Estados Unidos por matrícula total de estudiantes. La mayor parte de su matrícula es en cursos en línea. En 2020, la universidad matriculó a unos 15.000 estudiantes en su programa residencial y a 80.000 en línea.
La Universidad Liberty consta de 17 facultades, entre las que destacan la escuela de medicina osteopática, la facultad de derecho y un seminario. Los equipos atléticos de Liberty compiten en la División I de la NCAA y se conocen colectivamente como Liberty Flames. Su equipo de fútbol universitario es un FBS independiente de la División I de la NCAA, mientras que la mayoría de sus otros equipos deportivos compiten en la Conferencia ASUN. Su programa de atletismo se unirá a Conference USA como miembro de pleno derecho en 2023.

## Historia
La universidad fue fundada como "Lynchburg Baptist College" en 1971 por el televangelista Jerry Falwell y por Elmer L. Towns.  Falwell, que ya era pastor de la Iglesia Bautista Thomas Road, fue el primer rector de la escuela. Desde 1979 hasta finales de la década de 1980, Falwell padre también dirigió la Mayoría Moral, una organización política ultraconservadora y fundamentalista.
La universidad cambió su nombre a "Liberty Baptist College" en 1976. Las autoridades dijeron que el cambio tenía como objetivo distanciar la escuela del nombre de Lynchburg, que a menudo se asociaba erróneamente con linchamientos. El cofundador Towns también dijo que Falwell Sr. quería utilizar el nombre "Liberty" para aprovechar el entusiasmo por el Bicentenario de los Estados Unidos.
El nombre cambió nuevamente en 1984, a "Liberty University". En 1985, la universidad lanzó un programa de aprendizaje a distancia enviando por correo cintas VHS a los estudiantes; éste fue el precursor del actual programa en línea de Universidad Liberty. Dos años más tarde, el IRS reconoció formalmente el estado de exención de impuestos de la Universidad Liberty.
En sus primeras décadas, la universidad se mantuvo a flote financieramente gracias a importantes donantes. La universidad fue puesta en libertad condicional varias veces en la década de 1990 por la Asociación de Colegios y Escuelas del Sur debido a su gran deuda. En 1990, la deuda de la universidad ascendía a 110 millones de dólares; en 1996, ascendió a 40 millones de dólares. En 1994, la Federación de Mujeres para la Paz Mundial de Sun Myung Moon canalizó 3.5 millones de dólares a la Universidad Liberty.
Desde 1999, Liberty ha tenido una relación informal con los Conservadores Bautistas del Sur de Virginia, dos de cuyos miembros forman parte del consejo directivo de la universidad.
Días después del 11 de septiembre de 2001, Jerry Falwell Sr. "culpó de los ataques terroristas a gais, lesbianas, feministas, médicos abortistas y la ACLU".
En 2004, Liberty University bautizó su Escuela de Gobierno con el nombre de uno de los amigos de la familia Falwell, el senador Jesse Helms.
En 2005, Barron's Profiles of American Colleges clasificó la admisión de estudiantes universitarios a LU como "competitiva", la cuarta clasificación más alta de seis. Cuando las conexiones a Internet de alta velocidad se generalizaron alrededor de 2005, Liberty comenzó a ofrecer cursos en línea a una población adulta más amplia.
Después de la muerte de Falwell Sr. en 2007, su hijo Jerry Falwell Jr. se convirtió en el segundo rector y cuarto presidente de la universidad. En ese momento, la universidad contaba con 259 millones de dólares en activos.
La Academia en línea de Universidad Liberty se formó en 2007 y atiende a 23 estudiantes.
En 2009, Universidad Liberty retiró el reconocimiento oficial al club de estudiantes Jóvenes Demócratas, diciendo que las posiciones políticas del club, incluido el apoyo al derecho al aborto, entraban en conflicto con las de la escuela. Por el contrario, el club College Republicans de la escuela sigue siendo oficialmente reconocido.
En 2010, los estudiantes de Liberty recibieron alrededor de 445 millones en dinero de ayuda financiera federal, el total más alto de cualquier escuela en Virginia y uno de los más altos del país. Un aumento del 56 por ciento respecto al año anterior, el dinero provino principalmente de préstamos estudiantiles, pero también procedía de algunas subvenciones y otras formas de ayuda.
En 2011, Liberty bloqueó el acceso al campus a un periódico local de Lynchburg, News & Advocate, después de que el periódico informara sobre la dependencia de la escuela de la ayuda financiera federal. Falwell Jr. dijo que la decisión de bloquear el periódico no tenía relación con el contenido publicado en el periódico.
En 2012, Liberty University adquirió el antiguo edificio de Lynchburg Sears para albergar Liberty University en línea y una estación de televisión.
En 2017, la lista de Forbes de las mejores universidades de Estados Unidos clasificó a Liberty University en el puesto 585 de 650 "mejores universidades", en el puesto 231 como "universidad de investigación", en 371 como "universidad privada" y en el puesto 136 "en el sur". Forbes también le otorgó a Liberty una "calificación financiera Forbes" de B+.
En 2017, la dotación de la universidad ascendía a más de mil millones de dólares y los activos brutos superaban los 2 mil millones de dólares.
En 2019, Will E. Young, exeditor en jefe del periódico estudiantil Liberty's Champion, describió la "cultura del miedo" en la Universidad Liberty y señaló que la escuela "fundada en principios del cristianismo fundamental, es ahora un lugar que ha Tolerancia cero para nuevas preguntas e ideas. Quienes las albergan deben permanecer en silencio o irse". Más tarde, Young argumentó que Liberty debe abordar su pasado racista, comenzando con Jerry Falwell, Sr., y que debe incluir a personas de color y LGBTQ al tomar decisiones.
Ben Howe, cuyos padres trabajaron para la Universidad Liberty de Falwell, publicó La mayoría inmoral: por qué los evangélicos eligieron el poder político sobre los valores cristianos. El libro incluía una crítica de Jerry Falwell Jr., quien posó "para una foto frente a una revista Playboy con Donald Trump en la portada".
En la primavera de 2020, durante la pandemia de COVID-19, Liberty permitió que algunos estudiantes regresaran al campus después de las vacaciones de primavera a pesar de las objeciones del alcalde de la ciudad y en contra de las prácticas de la mayoría de los colegios y universidades de EE. UU. Cuando un reportero de ProPublica y un fotógrafo del New York Times investigaron por qué la universidad permanecía parcialmente abierta, la universidad presionó al fiscal de distrito local para que los acusara de invasión de propiedad privada.
Unos meses más tarde, el entonces presidente Falwell Jr. publicó una foto del rostro negro del entonces gobernador de Virginia, Ralph Northam, en un tuit que muchos consideraron racista. Algunos miembros del personal dimitieron en protesta; algunos estudiantes negros solicitaron transferencias, y muchos sostuvieron que el tuit era un síntoma de un problema mayor en la universidad. En respuesta a las críticas internas y externas, los funcionarios de la Universidad Liberty contrataron a Kelvin Edwards, exalumno y exjugador de la NFL, para liderar iniciativas de diversidad en el campus, y luego lo despidieron tres meses después. Edwards demandó a la universidad, alegando incumplimiento de contrato.
Falwell Jr. fue puesto en licencia indefinida el 7 de agosto de 2020, después de que los medios comenzaran a informar sobre acusaciones, incluidas fotografías, de irregularidad personal y profesional. Unas semanas más tarde dimitió. Afirmó que tenía derecho a una compensación de 10,5 millones de dólares de la universidad porque dimitió sin admitir haber actuado mal ni haber abierto acusaciones formales en su contra.  Jerry Prevo, un ex pastor de una iglesia bautista en Anchorage, se convirtió en presidente de la universidad.
Al final de la presidencia de Falwell Jr. en 2020, la universidad tenía más de 2.500 millones de dólares en activos. Tras la renuncia de Falwell, Times Higher Education informó que Liberty University estaba "enfrentando crecientes críticas por la percepción de resistencia a la diversidad" tras las salidas de Edwards, el presidente de la junta Allen McFarland y el pastor David Nasser. Jonathan Falwell, hijo de Jerry Falwell Sr., reemplazó a Nasser.
A finales de 2020, se llevaron a cabo tres esfuerzos de reforma. Se organizó un grupo de exalumnos de Liberty University llamado Save71 en un esfuerzo por reformar la escuela. Tres atletas de Liberty University, Kennedi Williams, Dee Brown y TreShaun Clark, organizaron una protesta de Black Lives Matter en el campus, que atrajo a una multitud de unas doscientas personas. Los líderes estudiantiles también crearon una petición en línea para obligar a Liberty a cerrar el grupo de expertos de la escuela, el Falkirk Center, que lleva el nombre de Jerry Falwell Jr. y el activista conservador Charlie Kirk. La petición obtuvo alrededor de 400 firmas.
En noviembre de 2020, Bob Good, graduado de Liberty University y promotor del atletismo, ganó un escaño en la Cámara de Representantes de EE. UU., lo que lo convirtió en el primer graduado de Liberty en estar en la Cámara.
En abril de 2021, Liberty University demandó a Falwell Jr. por 40 millones de dólares en daños y perjuicios por incumplimiento de contrato y violación del deber fiduciario. Ese mismo mes, el consejo directivo de la Universidad Liberty reemplazó al presidente interino Allen McFarland, el primer presidente afroamericano del consejo, por Tim Lee, "un pastor pro-Trump".
En julio de 2021, la universidad fue demandada por 12 mujeres anónimas, incluidas dos empleadas, que alegaron que la universidad creaba un entorno que aumentaba la probabilidad de agresión sexual y violación, en violación de la ley federal Título IX. La demanda alega que el código de honor estudiantil de la escuela dificulta denunciar la violencia sexual porque no protege claramente a los estudiantes; que la universidad tenía una política tácita que toleraba la violencia sexual, especialmente por parte de estudiantes atletas varones, al ponderar más una negación que una acusación; y que la escuela tome represalias contra las mujeres que denuncian violencia sexual. En uno de los presuntos incidentes, a una joven de 15 años que supuestamente fue atacada por Jesse Matthew, quien luego confesó haber asesinado a Hannah Graham, le dijeron que sería acusada penalmente de presentar un informe falso, antes de que comenzaran una "investigación" sobre su reclamo, que supuestamente consistía únicamente en una exigencia de que se desnudara y se sometiera a ser fotografiada por el jefe de policía, a lo que ella se negó. Más tarde no la llevaron al hospital, pero la policía la molestó hasta que aceptó ser fotografiada desnuda por una entrenadora de debates. En una respuesta escrita a la demanda, los funcionarios de Liberty University dijeron que "las acusaciones son profundamente preocupantes, si resultan ser ciertas", y dijeron que examinarían cada acusación detallada en la demanda.
También en julio de 2021, el oficial de retención de diversidad de Liberty University, LeeQuan McLaurin, un hombre gay negro, presentó una demanda por discriminación contra la escuela, alegando que la opinión de su supervisor de que el cristianismo condena la homosexualidad lo obligó a renunciar.
En octubre de 2021, un informe de investigación de ProPublica señaló que Liberty University desalentaba a los estudiantes a denunciar agresiones sexuales y desestimaba sus denuncias. Los antiguos alumnos dijeron que los amenazaron con castigarlos si presentaban acusaciones de agresión sexual. ProPublica también informó que un exfuncionario de Liberty University, Scott Lamb, había acusado a Liberty University de violar su condición de organización sin fines de lucro 501(c)(3). ProPublica había informado anteriormente que la escuela había invertido en "causas y esfuerzos republicanos para promover la administración Trump".
En el otoño de 2021, un brote de Coronavirus obligó a que todas las clases en el campus de Lynchburg fueran en línea únicamente durante dos semanas. Más de 400 estudiantes y 50 miembros del personal dieron positivo por el virus. El campus, sin embargo, no requería estar vacunado contra el COVID-19, ni imponía el uso de mascarillas ni el distanciamiento social. Estaba previsto que continuaran los eventos al aire libre, incluida una convocatoria y un partido de fútbol.

## Campus

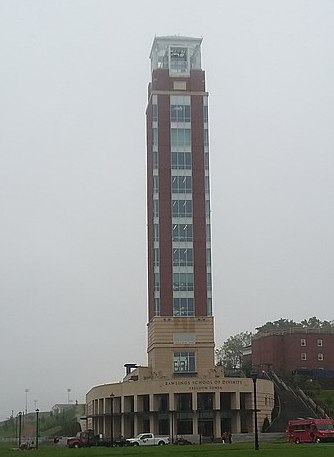
Escuela de Divinidad Rawlings. La Torre de la Libertad se completó en febrero de 2018. Con 275 pies, es el edificio más alto de Lynchburg.

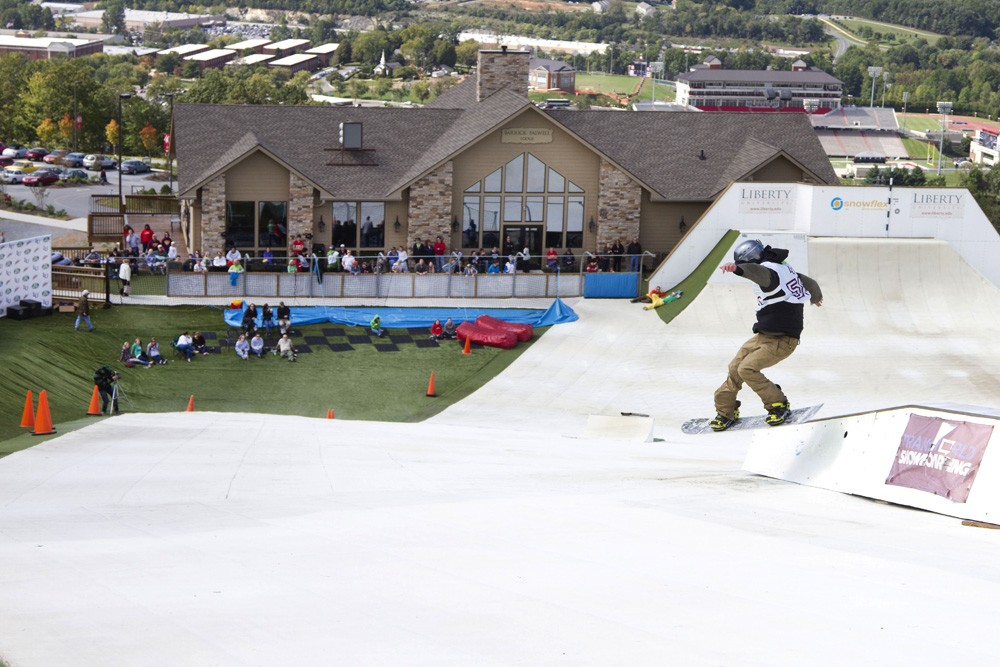
Parte superior de la pista de esquí sintético Snowflex con vistas al Liberty Mountain Snowflex Center.

La Torre de la Libertad de 17 pisos y 245 pies, terminada en febrero de 2018, es el edificio más alto de Lynchburg. La torre sostiene un carillón de 25 campanas, entre las cuales hay una réplica de la Campana de la Libertad.
El Centro de Bienvenida Hancock celebró su ceremonia de inauguración el 7 de diciembre de 2012. Es un edificio de estilo jeffersoniano de tres niveles y 33.000 pies cuadrados que cuenta con un atrio, una sala de juntas, un teatro, salones, un salón de banquetes, varias salas de asesoramiento más pequeñas, y un patio con vista a las Montañas Blue Ridge. El Centro Jerry Falwell Sr.: Campeones inspiradores para Cristo, inaugurado en 2023, está adjunto al Centro de bienvenida de Hancock.
El Centro de Música y Adoración de Universidad Liberty organiza el concurso de belleza Miss Virginia, que envía a la ganadora del estado a representarlo en el concurso Miss América.
La construcción se completó en agosto de 2009 en Liberty Mountain Snowflex Centre, una pista de esquí sintética que presenta Snowflex; El centro fue diseñado por la británica British Engineering. El primero de su tipo en los Estados Unidos, incluye pistas para principiantes, intermedios y avanzados.
El Centro Observatorio abrió sus puertas en la primavera de 2013 junto al Centro Ecuestre. La cúpula dispone de un aula con capacidad para 20 personas. Alberga un Truss de sistemas ópticos RC de 20 pulgadas (510 mm) Ritchey-Chrétien y varios telescopios Celestron CPC 800 de 8 pulgadas Schmidt-Cassegrain sobre pedestales, capaces de desplegarse bajo un techo. El observatorio tiene tres propósitos: instrucción, noches públicas e investigación. Actividades Estudiantiles controla el uso del observatorio y está abierto a todos los estudiantes.
En 2018, Universidad Liberty abrió un campo de tiro en el campus por valor de 3.2 millones de dólares para capacitar a los estudiantes para que se protejan contra tiradores y terroristas.

### Bibliotecas y museos

#### Biblioteca Jerry Falwell
La biblioteca Jerry Falwell de cuatro pisos y 170.000 pies cuadrados abrió sus puertas en enero de 2014 con más de 250.000 artículos y espacio para otros 170.000. Se puede acceder a ellos a través de un sistema de almacenamiento y recuperación asistido por robot, que ubica los artículos solicitados dentro de una gran sala de almacenamiento y los entrega en la recepción. Hay 150 computadoras públicas en todo el edificio para la investigación de archivos electrónicos. La biblioteca cuenta con salas de estudio para grupos, paredes para escribir, balcones, terrazas y un techo vegetal. En su entrada se encuentra una pared multimedia de 24 pies, impulsada por tres unidades Microsoft Kinect e integrada mediante un programa personalizado que permite a los visitantes desplazarse por las noticias universitarias, explorar imágenes aportadas por los estudiantes y conocer los próximos eventos universitarios. La biblioteca de $50 millones es parte de un plan más grande de construcción y expansión de $500 millones anunciado por Universidad Liberty.

#### Museo Bíblico
El museo incluye objetos de Tierra Santa y relacionados con la cultura bíblica, datados desde el 3000 a. C. hasta el siglo VI d. C., con exposiciones especiales de los Rollos del Mar Muerto, el templo judío, una sala de la Última Cena auténtica, la vida cotidiana en la Biblia, el Antiguo Egipto y los fósiles y el diluvio.

#### Museo Nacional de Capellanes de la Guerra Civil
El Museo Nacional de Capellanes de la Guerra Civil contiene exhibiciones sobre miembros del clero y actividad religiosa durante la era de la guerra civil estadounidense. Es el único museo en la nación dedicado a este propósito. La misión del museo es "educar al público sobre el papel de los capellanes, sacerdotes y rabinos y las organizaciones religiosas en la Guerra Civil; promover el estudio continuo de los numerosos métodos de difusión de la doctrina religiosa y las enseñanzas morales durante la Guerra; preservar los artefactos religiosos y presentar programas interpretativos que muestren la influencia de la religión en las vidas del personal político y militar". El museo, una organización 501(c)(3), alquila espacio al Centro DeMoss de Liberty University. Tiene 10.000 pies cuadrados, con una sala de video de 50 asientos, exhibiciones de archivos, una biblioteca de investigación y una librería.
El museo conmemora a los capellanes católicos, protestantes y judíos (incluidos los capellanes afroamericanos) y alberga publicaciones y artefactos tanto de la Unión y ejércitos Confederado. Hay varias áreas en el museo a las que se les presta especial atención, entre ellas:
- El papel de la Comisión Cristiana de los Estados Unidos, que es la precursora de la USO y la Cruz Roja actuales.
- "La relación de la religión con los líderes políticos y militares, los soldados comunes y el público en el Norte y el Sur".

#### Mansión Carter Glass
La Mansión Carter Glass, también llamada Montview, es una casa construida en 1923 para Carter Glass, editor de periódicos, senador estadounidense, Secretario del Tesoro de los Estados Unidos bajo el presidente Woodrow Wilson, y Presidente del Comité de Asignaciones del Senado y Presidente Pro Tempore del Senado durante la presidencia de Franklin D. Roosevelt. La casa de 2 pisos, que está flanqueada por codos un poco más pequeños, tiene paredes de 46 cm (18 pulgadas) de piedra de cuarzo extraída de la propiedad y un techo abuhardillado gris. Está incluido en el Registro Nacional de Lugares Históricos y el Registro de Monumentos Históricos de Virginia.
La propiedad de 1.7 acres (0,69 ha) fue comprada por Universidad Liberty a fines de la década de 1970 para ser la sede de la administración universitaria. Albergaba la oficina principal del fundador de la universidad, Jerry Falwell, quien murió en su escritorio el 15 de mayo de 2007. Falwell y su esposa fueron enterrados en el jardín trasero de la mansión y allí se colocó un monumento a Falwell, con vista al resto del campus. La finca es ahora en gran parte un sitio turístico, con la oficina de Falwell conservada en su estado de 2007 y la sección de arriba de la mansión convertida en un bed and breakfast para los huéspedes de Universidad Liberty.

#### Centro de Estudios de Creación y Sala de Creación
Según su literatura, el Centro de Estudios de la Creación tiene como objetivo estudiar el origen del universo, la tierra, la vida y la diversificación de las especies, equipando a los estudiantes para luchar por su fe en el relato de la creación en Génesis usando la ciencia, la razón y las Escrituras. El creacionismo de la Tierra Joven afirma que la Tierra fue creada por actos sobrenaturales de Dios hace entre 6.000 y 10.000 años en lugar del consenso científico de que acreció hace más de 4.500 millones de años.
David A. DeWittis es el director del Centro de Estudios de la Creación.
El Salón de la Creación, en el segundo piso del Centro de Ciencias Naturales, está "dedicado a promover la creación de una Tierra joven". Las exhibiciones incluyen réplicas que supuestamente son de humanos posteriores al diluvio y fósiles supuestamente enterrados durante el diluvio de Noé.

### Sedes deportivas

#### Estadio Williams
Williams Stadium es el campo local del equipo de fútbol americano Liberty Flames. Inaugurado en 1989, el estadio tiene capacidad para 25 000 espectadores. En 2017 se inauguró una instalación de práctica cubierta a un costo de 29 millones de dólares.

#### Liberty Arena
El Liberty Arena es el estadio de los equipos de baloncesto masculino y femenino y del voleibol femenino. El espacio de 125.000 pies cuadrados y costó 65 millones de dólares. Inaugurado en 2020, tiene capacidad para 4 000 espectadores.

#### Natatorio Liberty
El Natatorio Liberty tiene 75.000 pies cuadrados y contiene una piscina de tamaño olímpico de 9 carriles, así como un pozo de buceo de 17 pies de profundidad y equipado con buceo de 1 y 3 metros. trampolín y plataforma de buceo de 10 metros, 7.5 metros, 5 metros, 3 metros y 1 metro. El evento competitivo inaugural natación celebrado en la piscina fue la Copa Nacional Juvenil TYR Sport, Inc. 2018 en marzo de 2018. En 2020, una de las plataformas de buceo se derrumbó durante una razón desconocida. Desde su apertura, también ha habido problemas en las instalaciones asociados con el sistema de cronometraje utilizado en eventos competitivos de natación.

#### Montaña Liberty
El área de Montaña Liberty consta del Hydaway Outdoor Center y su lago de 31 acres, el Centro Ecuestre de Universidad Liberty, el Liberty Mountain Gun Club, el Liberty Mountain Snowflex Center, el Observatorio Astronómico y el Liberty Mountain Trail System.

## Facultad
A diferencia de la mayoría de las otras universidades de investigación, a los profesores (fuera de la facultad de derecho) no se les ofrece la titularidad, lo que les da menos influencia en el gobierno de la universidad de lo que es común.
En 2018, The New York Times informó que los profesores de Universidad Liberty reconocen que Universidad Liberty Online tiene una fuerte caída en la calidad en relación con las clases tradicionales en la universidad. No obstante, la división en línea de Universidad Liberty es una importante fuente de ingresos para la universidad.

## Vida estudiantil
La vida estudiantil incluye:
- Servicio comunitario cristiano obligatorio de 20 horas semestrales
- Dormitorios segregados por género
- Un código de vestimenta para las clases.

## Áreas Académicas
La universidad está formada por 17 facultades y escuelas:
- Centros tanto de pregrado como de posgrado
  - Escuela de Aeronáutica
  - Facultad de Artes y Ciencias
  - Escuela de Artes Visuales y Escénicas
  - Facultad de Ciencias del Comportamiento
  - Facultad de Ciencias de la Salud
  - Escuela de Comunicación y Contenidos Digitales
  - Facultad de Derecho de la Universidad Liberty
  - Escuela de Divinidad Rawlings
  - Escuela de Educación
  - Escuela de Estudios Generales
  - Escuela de Estudios Aplicados y Éxito Académico
  - Facultad de Enfermería
  - Escuela de Gobierno Helms
  - Facultad de Ingeniería
  - Facultad de Medicina Osteopática
  - Escuela de Música
  - Escuela de Negocios

En agosto de 2017, Liberty University ofrecía más de 550 programas en total, 366 en el campus y 289 en línea. Hay 144 programas de posgrado y cuatro programas de doctorado que se ofrecen en el campus. Está clasificada entre "Universidades Doctorales Profesionales" y está reconocida por la Agencia de Seguridad Nacional y el Departamento de Seguridad Nacional como Centro Nacional de Excelencia Académica en Educación en Defensa Cibernética.

## Deportes

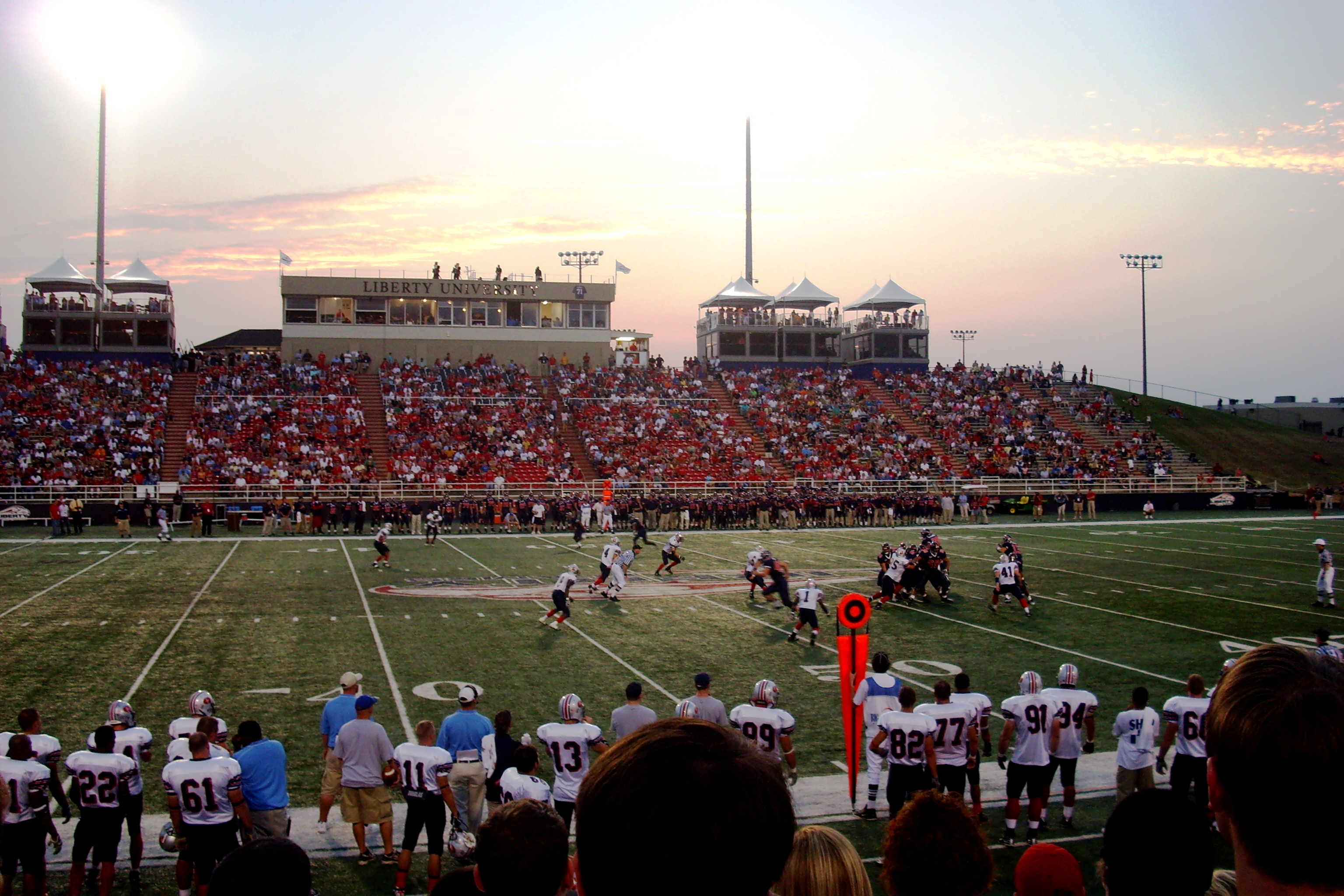
Estadio Williams de la Universidad Liberty

Los equipos atléticos de Liberty compiten en la NCAA División I de la Asociación Nacional de Atletismo Universitario y se conocen colectivamente como Liberty Flames. Liberty es miembro de la Conferencia ASUN en 17 de sus 20 deportes universitarios. La natación femenina compite en la Coastal Collegiate Sports Association y el hockey sobre césped femenino compite en la Big East Conference. El equipo de hockey sobre césped había pertenecido a la Conferencia de hockey sobre césped del Pacífico Norte antes de la desaparición de esa liga después de la temporada 2014. Compitió como independiente en la temporada 2015 y luego se unió a la Big East Conference para la temporada 2016. A partir de 2018, el equipo de fútbol empezó a competir en la FBS como independiente. En 2020, Liberty entró en la clasificación de la Encuesta AP en el puesto 25 por primera vez en la historia del programa. Terminaron la temporada en el puesto 17 en la encuesta AP y en el 18 en la encuesta de entrenadores de los mejores equipos de fútbol del país.
La universidad compite regularmente por la Copa Sasser, el trofeo de la Conferencia Big South para la universidad que tiene el mejor programa deportivo entre las instituciones miembros. Liberty ha ganado diez veces la Copa Sasser, la mayor cantidad en el Gran Sur. En 2012, Liberty se convirtió en la primera escuela de Big South en ganar cinco Copas Sasser consecutivas.

### Fútbol
Los Liberty Flames compiten con la Subdivisión de Football Bowl de la NCAA División I como escuelas independientes de la NCAA División I FBS. En 2021, Liberty University anunció que los Flames se convertirían en miembros de pleno derecho de la Conference USA a partir de la temporada de fútbol de 2023. El equipo utilizó el City Stadium de Lynchburg como su estadio local hasta el 21 de octubre de 1989, cuando los Flames jugaron su primer partido en casa en el Williams Stadium frente a 12.750 aficionados. Las mejoras al estadio aumentaron la capacidad de 12.000 a 19.200 asistentes y agregaron suites de lujo, un nivel Club y un área de prensa. Otra ampliación aumentó los asientos a 25.000. Cuando formó parte de la FCS, Liberty se ubicó entre los 10 primeros del país en asistencia a domicilio. En 2019, los Flames ganaron el Cure Bowl contra Georgia Southern Eagles, 23-16. En 2020, Liberty volvió a ganar el Cure Bowl, derrotando a Coastal Carolina Chanticleers 39-34 en tiempo extra. Liberty terminó 10-1 con victorias sobre Coastal Carolina y su rival estatal Virginia Tech en la mejor temporada de la escuela hasta la fecha. Liberty hizo su tercera aparición en un tazón de FBS en el LendingTree Bowl en 2021, venciendo a Eastern Míchigan 56-20. El último entrenador en jefe de los Flames fue Hugh Freeze. En diciembre de 2022, los Flames contrataron a Jamey Chadwell para ser el próximo entrenador de fútbol de Liberty, quien era el entrenador de fútbol de Coastal Carolina.

### Baloncesto
El Vines Center de baloncesto de Universidad Liberty puede albergar hasta 9.547 espectadores para sus juegos. Varios miembros del equipo de baloncesto masculino Liberty han sido reclutados para la NBA. El equipo de baloncesto femenino fue honrado por el Big South "con los 25 mejores momentos 'Lo mejor de lo mejor' en la historia de la Liga de 1983 a 2008, y el campeonato de baloncesto femenino de 10 años de Liberty University de 1996 a 2007 se coronó como el No. 1 momento en los primeros 25 años del Gran Sur."
En 2019, el programa de baloncesto masculino ganó el torneo de baloncesto masculino de la Conferencia ASUN y obtuvo una oferta automática para el torneo de baloncesto masculino de la División I de la NCAA. Liberty obtuvo la clasificación más alta de su historia cuando fue seleccionada como el puesto número 12 en la Región Este. Liberty estableció un récord escolar con su victoria número 29 al derrotar al estado de Misisipi 80–76 en la primera ronda de la Región Este en el torneo de la NCAA de 2019.

### Béisbol
El Estadio de béisbol Liberty, terminado en junio de 2013 y sede de Liberty Baseball, ocupó el puesto número 4 entre las experiencias de estadios universitarios según el sitio web Stadium Journey en 2015. El estadio incluye 2500 respaldos de sillas, vestidores, cuatro túneles de bateo interiores, cuatro suites de lujo y oficinas. para el programa de béisbol, una sala de pesas, una sala de equipos y un área de prensa completamente funcional. Varios jugadores de béisbol de Liberty Flames fueron seleccionados durante el draft de 2015 de las Grandes Ligas. Las estaciones locales transmiten algunos juegos. Algunos juegos se han transmitido a nivel nacional por ESPNU.

### Hockey sobre hielo
Liberty University tiene equipos de hockey sobre hielo de clubes masculinos y femeninos. El hockey masculino comenzó en 1985 cuando los estudiantes de Liberty organizaron un equipo para competir contra universidades y clubes circundantes, pero desde entonces se ha convertido en un equipo de club competitivo que compite contra escuelas mucho más grandes como la Universidad de Oklahoma, la Universidad de Delaware y la Universidad Penn State. En 2006, Universidad Liberty abrió el LaHaye Ice Center con capacidad para 3.000 asientos, un regalo de Timothy y Beverly LaHaye. También en 2006, Liberty se convirtió en la única escuela en el estado de Virginia en albergar un equipo de hockey masculino de la División I de la Asociación Americana de Hockey Universitario. Actualmente, Liberty University tiene equipos masculinos de División I, II y III y equipos femeninos de División I y II. El equipo masculino de la División I está dirigido por Kirk Handy, mientras que el equipo femenino de la División I está dirigido por Chris Lowes.

### Campo a través
Los equipos de campo a través masculino y femenino han sido durante mucho tiempo una potencia de la conferencia, y Josh McDougal (2007) y Samuel Chelanga (2009-2010) ganaron los laureles individuales de la División I de la NCAA. Chelanga se llevó dos medallas de oro adicionales y tres de plata en competencias al aire libre y bajo techo en tres años y aún ostenta el récord colegial de 10.000 metros establecido en 2010, y ganó los honores All-American 14 veces.

## Controversias
En 1989, Jerry Falwell dijo a los empleados de la Universidad Liberty que la membresía en su iglesia y el diezmo eran obligatorios.